# Krovnina
Krovnina je bolj odporna vrsta kamnine, ki prekriva manj odporno vrsto kamnine, oziroma je celota plasti, ki ležijo nad določeno plastjo kamnine, rude, premoga.

## Opis
Niagarski klif, čez katerega tečejo Niagarski slapovi, je primer klifa ali pečine. Pri Niagarskih slapovih je krovnina rečna struga nad slapovi in je tisto, kar preprečuje, da bi reka zelo hitro spodkopala steno slapov. Krovnina je izdelana iz dolomitnega apnenca. Druge pogoste vrste krovnine so peščenjak in mafična kamnina.
Pri procesih, kot je umikanje škarpe, krovnina nadzoruje hitrost erozije le-te. Ko se mehkejša kamnina odlomi, se občasno odtrga tudi krovnina. Krovnino najdemo tudi v solnih kupolah in na vrhu formacij mesa, izolirane vzpetine z ravnim vrhom, ki je z vseh strani omejene s strmimi pobočji in izrazito stoji nad okoliško ravnino.

## Nafta
V naftni industriji je krovnina katera koli neprepustna kamninska tvorba, ki lahko ujame nafto, plin ali vodo in prepreči njihovo selitev na površje. Ta pokrov lahko prepreči migracijo ogljikovodikov na površje in jim omogoči kopičenje v rezervoarju nafte, plina in vode. Te strukture, znane tudi kot pasti za nafto, so glavna tarča naftne industrije.

## Solna kupola
Vrhovi solnih kupol, kot je v Mehiškem zalivu, se raztopijo na značilen način in so lahko debeli med 0–460 m. Halit (sol) se najprej odstrani, za seboj pa pusti sadro in anhidrit. Anhidrit in sadra reagirata z organskim materialom in tvorita kalcit. Klasični članek Murray iz leta 1966 opisuje posplošeno zaporedje kot usedline-kalcit-mavec-anhidrit-sol.